# ظهور مريمي
تؤمن أغلب الطوائف المسيحية، بأن مريم العذراء تظهر على الأرض بهدف إيصال رسالة إلهية معينة، وترى الكنيسة الكاثوليكية أن تكاثر الظهورات المريمية دليل على اقتراب يوم القيامة، وتمر عملية تثبيت الظهورات وتثبيتها بشكل رسمي بمراحل عديدة: إن أي تقرير حول أي ظهور أو أمر غير طبيعي يجب أن يحظى أولاً بمصادقة الأسقف المحلي الذي يبني قراره على تقييم تقدمه لجنة يعينها لتقوم بدراسة دقيقة لتتأكد أن الحدث لا يحمل شيئاً معاكساً للإيمان أو الأخلاق وبأنه موحى به أو فوق الطبيعي وبالتالي مستحق أن يجتذب إكرام المؤمنين. عمل اللجنة يقوم على أسس علمية مثل إخضاع مَن يتلقى الرؤيا لفحوص نفسية، وفي حال حدوث أي أمر في الطبيعة كظهور نجوم أو تحرك الشمس. تُخضع اللجنة كل هذه الأمور للبحث العلمي مرتكزة على علوم الفيزياء والفلك والرياضيات وغيرها.
يلي ذلك رفع القضية إلى الكرسي الرسولي في الفاتيكان الذي ينظر بالقضية مجددًا ليثبتها بشكل رسمي، في الكنيسة الكاثوليكية في حين تختصّ المجامع المقدسة لدى سائر الطوائف بالتصديق على الأمر، على أن التشكيك عادة يرافق أي ظهور أو حدث عجائبي. والظهورات المريمية ليست بالأمر الحديث في المسيحية إذ إنّ عددًا كبيرًا من الظهورات المثبتة تعود لفترة القرون الوسطى وما سبقها.

## قائمة الظهورات المريمية الرسمية
|               | |                   |                                                         |                                         |                      | |  |
| أيقونة الظهور | اسم الظهور | مكان الظهور       | زمان الظهور                                             | الرؤاة(8)                               | موقع كنيسة الظهورات  | رسالة الظهور |  |
|               | سيدة الوردية | تولوز، فرنسا      | 1213                                                    | القديس عبد الأحد. (القديس دومينيك).     | rosary-center.org    | تطوير صلاة المسبحة الوردية، والتأكيد على أهميتها في تذليل صعوبات الحياة اليومية ومرضاة الله وفق المعتقدات الكاثوليكية؛ يعترف بهذا الظهور في الكنيسة الكاثوليكية فقط. |  |
|               | سيدة غوادالوبي، راعية الأمريكيتين (صدّق رئيس أساقفة المكسيك على الظهور عام 1555)                                   | غوادلوبي، المكسيك | 1531 ثلاث مرات بين 9 ديسمبر و12 ديسمبر.                 | خوان دييغو.                             | virgendeguadalupe.mx | الدعوة لبناء الكنائس في المكسيك والتأكيد على أهمية العمل التبشري؛ حسب المعتقدات الكاثوليكية فإن سيدة غوادالوبي اجترحت عددًا كبيرًا من العجائب لا تزال حتى اليوم؛ يزور مقام سيدة غوادالوبي سنويًا أكثر من عشرة ملايين زائر وبالتالي الكنيسة الكاثوليكية الثانية بعد كاتدرائية القديس بطرس في الفاتيكان من حيث عدد الزوار سنويًا؛ عيد سيدة غوادالوبي يقع في 12 ديسمبر سنويًا وقد أعلنها البابا يوحنا بولس الثاني شفيعة الأمريكيتين. |  |
|               | سيدة لورد، سيدة الحبل بلا دنس (صدّق الكرسي الرسولي على الظهور في 18 يناير 1862)                                    | لورد، فرنسا       | 1858 ظهرت العذراء ثمان عشر مرة بين 11 فبراير و18 يوليو. | القديسة بيرناديت سيبروس.                | lourdes-france.com   | ظهرت العذراء وفق المعتقدات الكاثوليكية ثماني عشر مرة سنة 1858 لبرناديت سوبيرو عندما كانت في الرابعة عشر من عمرها؛ الظهور يعتبر شديد الأهمية في العصور الحديثة إذ قالت فيه العذراء: أنا سيدة الحبل بلا دنس، تثبيتًا منها للعقيدة الكاثوليكية التي أعلنها البابا بيوس التاسع سنة 1854 بكون العذراء قد حبل بها بلا دنس؛ اجترح في لورد عجائب عديدة لا تزال حتى اليوم وفق المعتقدات الكاثوليكية، أبرزها نبع الماء الذي قدمته العذراء كدليل على ظهورها؛ أما برناديت فقد التحقت برهبنة أخوات المحبة وبقيت كراهبة إلى أن توفيت عام 1866 عن عمر 35 عامًا، وقد أعلنها البابا بيوس الحادي عشر قديسة سنة 1933. ويبلغ عدد زوار محج لورد سنويًا خمسة ملايين نسمة، ولا يعترف بهذا الظهور سوى في الكنيسة الكاثوليكية. |  |
|               | سيدة نوك، ملكة إيرلندا (صدّق الكرسي الرسولي على الظهور عام 1936)                                                   | نوك، أيرلندا      | 1879 مرة واحدة من 21 أغسطس.                             | ماري ماكلوغلين، ماري بيرن.              | knock-shrine.ie      | الحث على المواظبة على حضور القداس الإلهي والصلاة إضافة إلى الدعوة للتوبة؛ حصلت عدد من العجائب وحالات الشفاء إثر هذا الظهور وفقًا للمعتقدات الكاثوليكية؛ وقد كان السبب الرئيس لمبادرة البابا بيوس الثاني عشر بتطويب مريم سلطانة للسماء والأرض. |  |
|               | سيدة فاطمة، مريم المنزهة عن كل عيب (صدّق الكرسي الرسولي على الظهور في أكتوبر 1930 وعلى معجزة الشمس في أكتوبر 1950) | فاطمة، البرتغال   | 1917 ستة مرات بين مايو وأكتوبر في 13 كل شهر.            | لوسيا سانتوس، جاسينتا وفرانسيسكو مارتو. | santuario-fatima.pt  | اعتبر البابا بيوس الحادي عشر الظهور: أعظم حدث روحي جدّ في أيامنا. وقد طلبت العذراء في ظهوراتها حسب المعتقدات الكاثوليكية: ارفعوا إلى الرب بلا انقطاع تضرعات وتضحيات. كفارة عن الخطايا الجمة التي تغيط العزة الإلهية. وألحت أن يتلو الوردية كل يوم. وترافق الظهور بحوادث شفاء عديدة، وكانت العذراء قد وعدت الرؤاة: إن الأشخاص الآخرين ينالون في غضون سنة النعم المبتغاة إذا ما ثابروا على تلاوة الوردية. وخلال الظهور الثالث قدمت للرؤاة ثلاثة أسرار (انظر الحاشية)(9) وخلال الظهور السادس حصلت معجزة الشمس التي عاينها سبعون ألفًا. (انظر الحاشية)(10) |  |
|               | سيدة بانو (صدّق الكرسي الرسولي على الظهور عام 1949)                                                                | بانو، بلجيكا      | 1933 ثمانية ظهورات بين 15 يناير و2 مارس.                | مارييت بيكو.                            | banneux-nd.be        | الحث على الصلاة والدعوة إلى الإيمان؛ وقد جرت عدة حوادث شفاء وفق المعتقدات الكاثوليكية في هذا الظهور وكانت العذراء قد أعلنت: جئت لأخفف المعاناة. تعرف سيدة بونو أيضًا باسم عذراء الفقراء. |  |
|               | سيدة كنيسة الزيتون (صدقت عليه الكنيسة القبطية الأرثوذكسية في 4 مايو 1968).                                        | القاهرة، مصر      | 1968 2 أبريل و3 أبريل.                                  | جمهرة من المواطنين.                     | لا يوجد.             | حصل الظهور على قباب كنيسة السيدة العذراء بالزيتون ويُعترف به في الكنائس الأرثوذكسية المشرقية بنوع خاص في الكنيسة القبطية الأرثوذكسية،(11) وقد صرح البابا كيرلس السادس في أعقابه: هذا الظهور بشير خير، وعلامة من السماء على أن الرب معنا، وأنه سيكون في نصرتنا، ولن يتركنا. وقد ترافق الظهور بحالات شفاء عديدة؛ وعلى عكس أغلب الظهورات حيث تظهر العذراء لأشخاص بعينهم فقد كان هذا الظهور شاملاً بحيث رآه جميع من كان متواجدًا ويشير البعض أن جمال عبد الناصر كان من بين المتواجدين. |  |
|               | سيدة الصوفانية (صّدقت بطريركية الروم الأرثوذكس في 31 ديسمبر 1982 على الظهور.)(11)                                  | دمشق، سوريا       | 1982 إلى 2004 مرة كل عام يوم خميس الأسرار.              | مريم الأخرس.                            | soufanieh.com        | الدعوة إلى وحدة المسيحيين، التأكيد على أهمية التوبة والرجوع إلى الله، إضافة إلى التأكيد على أهمية الصلاة والتكفير عن خطايا الآخرين، وفقًا للمعتقدات المسيحية. أيقونة الظهور المحفوظة اليوم في كاتدرائية الصليب المقدّس في دمشق يعتقد المسيحيون أنها رشحت زيتًا مباركًا تزامنًا مع الظهورات. |  |